# 커트 스미스
커트 스미스(영어: Curt Smith, 1961년 6월 24일 ~ )는 영국의 가수, 작곡가, 음악가, 음악 프로듀서로, 어릴 적 친구 롤랜드 오자발과 함께 팝 록 밴드 티어스 포 피어스의 공동 리드 보컬, 베이시스트, 공동 창립 멤버로 가장 잘 알려져 있다.

## 같이 보기
- 이언 스탠리
- 매니 엘리어스
- 윌 그레고리